# Tindal dusun
Le tindal dusun (ou tempasuk dusun) est une langue austronésienne parlée en Malaisie, dans l'État de Sabah. La langue appartient à la branche malayo-polynésienne des langues austronésiennes.

## Classification
Le tindal dusun est une des langues dusuniques. Celles-ci, avec les langues murut-tidong, paitaniques et bisaya sont souvent classées dans un sous-groupe des langues malayo-polynésiennes occidentales, le bornéo du nord-est.
Pour Blust, les langues dusuniques font partie des langues sabahanes. Celles-ci sont un des membres du groupe des langues bornéo du Nord.

## Phonologie
Les tableaux présentent la phonologie du tindal dusun, les voyelles et les consonnes.

### Voyelles
|         | Antérieure    | Centrale      | Postérieure   |
| ------- | ------------- | ------------- | ------------- |
| Fermée  | i [i] iː [iː] |               | u [u] uː [uː] |
| Moyenne |               |               | o [o] oː [oː] |
| Ouverte |               | a [a] aː [aː] |               |

### Allophones
La voyelle [i] tend vers [ɪ]. De même [u] est davantage postérieure. [o] varie avec [ɔ]. Exemples :
- odop, dormir
- turos, visage
- intoŋ, regarder
- kasut, chaussures

Les voyelles [i] et [u] tendent dans certaines séquences de voyelles vers des semi-voyelles.
- buayoh, est [bʷajoh], crocodile
- toun, est [toʷn], année
- giuk, est [gʲuk], ver
- barait, est [baraʲt], panier

### Consonnes
|              |              | Bilabiales | Alvéolaires | Dorsales | Dorsales | Glottales |
| ------------ | ------------ | ---------- | ----------- | -------- | -------- | --------- |
| Palatales    | Vélaires     | Bilabiales | Alvéolaires |          |          | Glottales |
| Occlusives   | Sourde       | p [p]      | t [t]       |          | k [k]    | ʔ [ʔ]     |
| Occlusives   | Sonore       | b [b]      | d [d]       |          | g [g]    |           |
| Fricative    | Fricative    |            | s [s]       |          |          | h [h]     |
| Nasale       | Nasale       | m [m]      | n [n]       |          | ŋ [ŋ]    |           |
| roulée       | roulée       |            | r [ɾ]       |          |          |           |
| liquide      | liquide      |            | l [l]       |          |          |           |
| Semi-voyelle | Semi-voyelle | w [w]      |             | y [j]    |          |           |

### Accent
Le tindal dusun est une langue accentuelle. L'accent porte généralement sur la syllabe pénultième. Dans certains mots, la dernière syllabe est accentuée :
- morobúat, travailler
- tánay, termite
- tanayón, infesté de termites
- duláʔ, salive

## Sources
- (en) Robinson, Laura C., A Sketch Grammar of Tindal Dusun, Working Papers in Linguistics, vol. 36:5, Honolulu, Department of Linguistics, University of Hawai’i at Mānoa, 2005,